# Mediglia
Mediglia ist eine italienische Gemeinde mit 12.220 Einwohnern (Stand 31. Dezember 2023) in der Metropolitanstadt Mailand, Region Lombardei.
Die Nachbarorte von Mediglia sind Settala, Peschiera Borromeo, Pantigliate, Paullo, San Donato Milanese, Tribiano, San Giuliano Milanese, Colturano und Dresano.

## Bevölkerungsentwicklung
Mediglia zählt 4.452 Privathaushalte. Zwischen 1991 und 2001 stieg die Einwohnerzahl von 8.413 auf 10.287. Dies entspricht einem prozentualen Zuwachs von 22,3 %.